# Hrádek (district d'Ústí nad Orlicí)
Pour les articles homonymes, voir Hrádek.
Hrádek (en allemand : Hradek) est une commune du district d'Ústí nad Orlicí, dans la région de Pardubice, en Tchéquie. Sa population s'élevait à 128 habitants en 2024.

## Géographie
Hrádek se trouve à 5 km à l'ouest d'Ústí nad Orlicí, à 41 km à l'est-sud-est de Pardubice et à 137 km à l'est de Prague.
La commune est limitée par Sudislav nad Orlicí au nord-ouest et au nord, par Ústí nad Orlicí au nord-est, par Řetůvka au sud-est et au sud, par Sloupnice au sud-ouest et par Jehnědí à l'ouest.

## Histoire
La première mention écrite de la localité date de 1432.

## Transports
Par la route, Hrádek trouve à 6 km d'Ústí nad Orlicí, à 48 km de Pardubice et à 162 km de Prague. 